# Aquarius (Fernsehserie)/Episodenliste

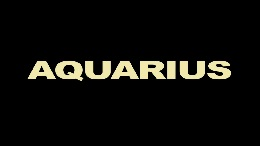
Logo zur Serie

Diese Episodenliste enthält alle Episoden der US-amerikanischen Thrillerserie Aquarius, sortiert nach der US-amerikanischen Erstausstrahlung. Die Fernsehserie umfasst zwei Staffeln mit jeweils 13 Episoden.

## Übersicht
| Staffel | Episodenanzahl | Erstausstrahlung USA | Erstausstrahlung USA | Deutschsprachige Erstausstrahlung | Deutschsprachige Erstausstrahlung |
| Staffel | Episodenanzahl | Staffelpremiere      | Staffelfinale        | Staffelpremiere                   | Staffelfinale                     |
| ------- | -------------- | -------------------- | -------------------- | --------------------------------- | --------------------------------- |
| 1       | 13             | 28. Mai 2015         | 15. August 2015      | 7. Januar 2016                    | 31. März 2016                     |
| 2       | 13             | 16. Juni 2016        | 10. September 2016   | 11. Oktober 2016                  | 3. Januar 2017                    |

## Staffel 1
Die Erstausstrahlung der ersten Staffel war vom 28. Mai bis zum 15. August 2015 auf dem US-amerikanischen Fernsehsender NBC zu sehen. Die deutschsprachige Erstausstrahlung sendete der Pay-TV-Sender Sky Atlantic HD vom 7. Januar 2016 bis zum 31. März 2016.
| Nr. (ges.) | Nr. (St.) | Deutscher Titel                         | Originaltitel                                  | Erstausstrahlung USA | Deutschsprachige Erstausstrahlung (D) | Regie            | Drehbuch                                         | Quoten (USA) |
| ---------- | --------- | --------------------------------------- | ---------------------------------------------- | -------------------- | ------------------------------------- | ---------------- | ------------------------------------------------ | ------------ |
| 1          | 1         | Jeder trägt seine Bürde                 | Everybody’s Been Burned                        | 28. Mai 2015         | 7. Jan. 2016                          | Jonas Pate       | John McNamara                                    | 5,67 Mio.    |
| 2          | 2         | Der Schein trügt                        | The Hunter Gets Captured by the Game           | 28. Mai 2015         | 14. Jan. 2016                         | Jonas Pate       | John McNamara                                    | 5,67 Mio.    |
| 3          | 3         | Die Hoffnung stirbt zuletzt             | Never Say Never to Always                      | 4. Juni 2015         | 21. Jan. 2016                         | Nelson McCormick | Alexandra Cunningham                             | 3,90 Mio.    |
| 4          | 4         | Zu Hause ist dort, wo du glücklich bist | Home Is Where You’re Happy                     | 11. Juni 2015        | 28. Jan. 2016                         | Michael Zinberg  | Sera Gamble                                      | 3,74 Mio.    |
| 5          | 5         | Zeiten der Veränderung                  | A Change Is Gonna Come                         | 18. Juni 2015        | 4. Feb. 2016                          | Michael Zinberg  | Rafael Yglesias                                  | 3,33 Mio.    |
| 6          | 6         | Time After Time                         | A Whiter Shade of Pale                         | 25. Juni 2015        | 11. Feb. 2016                         | Michael Offer    | David Reed                                       | 3,15 Mio.    |
| 7          | 7         | Widerstand ist zwecklos                 | Cease to Resist                                | 2. Juli 2015         | 18. Feb. 2016                         | Michael Waxman   | Sera Gamble                                      | 2,44 Mio.    |
| 8          | 8         | Sodom und Gomorra                       | Sick City                                      | 9. Juli 2015         | 25. Feb. 2016                         | Jon Amiel        | Alexandra Cunningham & Mike Sheehan              | 2,47 Mio.    |
| 9          | 9         | Warum?                                  | Why?                                           | 18. Juli 2015        | 3. März 2016                          | Jonas Pate       | John McNamara & Mike Sheehan                     | 1,18 Mio.    |
| 10         | 10        | Woher wir kommen                        | It’s Alright Ma (I’m Only Bleeding)            | 25. Juli 2015        | 10. März 2016                         | John Dahl        | Rafael Yglesias                                  | 1,16 Mio.    |
| 11         | 11        | Die Heimzahlung                         | Your Mother Should Know                        | 1. Aug. 2015         | 17. März 2016                         | Roxann Dawson    | David Reed                                       | 1,18 Mio.    |
| 12         | 12        | Bitte liebe mich                        | (Please Let Me Love You and) It Won’t Be Wrong | 8. Aug. 2015         | 24. März 2016                         | Lukas Ettlin     | Alexandra Cunningham & Sera Gamble               | 1,25 Mio.    |
| 13         | 13        | Gestohlenes Glück                       | Old Ego Is a Too Much Thing                    | 22. Aug. 2015        | 31. März 2016                         | Jonas Pate       | Rafael Yglesias & David Reed Idee: John McNamara | 1,13 Mio.    |

## Staffel 2
Im Juni 2015 verlängerte NBC die Serie um eine zweite Staffel, die vom 16. Juni 2016 bis zum 10. September 2016 ausgestrahlt wurde. Die deutschsprachige Erstausstrahlung sendete der Pay-TV-Sender Sky Atlantic HD vom 11. Oktober 2016 bis zum 3. Januar 2017.
| Nr. (ges.) | Nr. (St.) | Deutscher Titel                                           | Originaltitel                                             | Erstausstrahlung USA | Deutschsprachige Erstausstrahlung (D) | Regie            | Drehbuch                   | Quoten (USA) |
| ---------- | --------- | --------------------------------------------------------- | --------------------------------------------------------- | -------------------- | ------------------------------------- | ---------------- | -------------------------- | ------------ |
| 14         | 1         | Helter Skelter                                            | Helter Skelter                                            | 16. Juni 2016        | 11. Okt. 2016                         | Jonas Pate       | John McNamara              | 2,99 Mio.    |
| 15         | 2         | Happiness Is A Warm Gun                                   | Happiness Is A Warm Gun                                   | 16. Juni 2016        | 18. Okt. 2016                         | Jonas Pate       | John McNamara              | 2,70 Mio.    |
| 16         | 3         | Why Don’t We Do It In The Road                            | Why Don’t We Do It In The Road                            | 16. Juni 2016        | 25. Okt. 2016                         | Timothy Busfield | Alexandra Cunningham       | 2,41 Mio.    |
| 17         | 4         | Revolution 1                                              | Revolution 1                                              | 23. Juni 2016        | 1. Nov. 2016                          | Timothy Busfield | Rafael Yglesias            | 3,74 Mio.    |
| 18         | 5         | Everybody’s Got Something To Hide Except Me And My Monkey | Everybody’s Got Something To Hide Except Me And My Monkey | 30. Juni 2016        | 8. Nov. 2016                          | James L. Conway  | David Reed                 | 1,88 Mio.    |
| 19         | 6         | Revolution 9                                              | Revolution 9                                              | 7. Juli 2016         | 15. Nov. 2016                         | Jonas Pate       | Rafael Yglesias            | 1,74 Mio.    |
| 20         | 7         | Piggies                                                   | Piggies                                                   | 14. Juli 2016        | 22. Nov. 2016                         | John Amiel       | Sera Gamble & Mike Moore   | 1,79 Mio.    |
| 21         | 8         | While My Guitar Gently Weeps                              | While My Guitar Gently Weeps                              | 27. Aug. 2016        | 29. Nov. 2016                         | Nelson McCormick | Alexandra Cunningham       | 1,39 Mio.    |
| 22         | 9         | Sexy Sadie                                                | Sexy Sadie                                                | 27. Aug. 2016        | 6. Dez. 2016                          | David Boyd       | John McNamara              | 1,28 Mio.    |
| 23         | 10        | Blackbird                                                 | Blackbird                                                 | 3. Sep. 2016         | 13. Dez. 2016                         | Michael Zinberg  | Rafael Yglesias            | 1,22 Mio.    |
| 24         | 11        | Can You Take Me Back?                                     | Can You Take Me Back?                                     | 3. Sep. 2016         | 20. Dez. 2016                         | Timothy A. Good  | David Reed                 | 1,18 Mio.    |
| 25         | 12        | Mother Nature’s Son                                       | Mother Nature’s Son                                       | 10. Sep. 2016        | 27. Dez. 2016                         | David Duchovny   | Sera Gamble                | 1,32 Mio.    |
| 26         | 13        | I Will                                                    | I Will                                                    | 10. Sep. 2016        | 3. Jan. 2017                          | Jonas Pate       | John McNamara & Mike Moore | 1,22 Mio.    |